# Vermicularia (gastrópode)
Vermicularia (nomeada, em inglês, worm snail ou worm shell -sing.; na tradução para o português, "caramujo verme" ou "concha verme") é um gênero de moluscos gastrópodes marinhos pertencente à família Turritellidae. Foi classificado por Jean-Baptiste de Lamarck, em 1799 (no texto "Prodrome d'une nouvelle classification des coquilles, comprenant une rédaction appropriée des caractères géneriques, et l'établissement d'un grand nombre de genres nouveaux", publicado nas Mémoires de la Société d'Histoire Naturelle de Paris), e sua espécie-tipo, Vermicularia lumbricalis, fora descrita por Carolus Linnaeus, em seu Systema Naturae, no ano de 1758. Sua distribuição geográfica abrange principalmente as costas do oeste do Atlântico, no sul da Flórida, golfo do México e mar do Caribe.

## Descrição da concha
Inicialmente suas conchas são espiraladas em forma de torre, como suas congêneres, as turritellas; porém seu crescimento se torna irregular e livre, com as espirais começando a se separar à medida que crescem, como uma serpentina. Qualquer uma destas conchas pode ser confundida, superficialmente, com semelhantes estruturas formadas por certos vermes anelídeos, ou com conchas de moluscos de uma família aparentada, os Vermetidae.

## Hábitos
Segundo o malacólogo Eliezer de Carvalho Rios, os moluscos do gênero Vermicularia ficam fracamente ligados a substratos duros, esponjas, ou gregariamente livres, podendo ser encontrados em águas rasas.

## Vermicularia
A definição "vermicularia" pode também ser dada a certos fungos imperfeitos e à uma planta da família das crassuláceas.

## Espécies deVermicularia
- Vermicularia bathyalis Petuch, 2002
- Vermicularia fargoi Olsson, 1951
- Vermicularia frisbeyae McLean, 1970
- Vermicularia knorrii (Deshayes, 1843)
- Vermicularia lumbricalis (Linnaeus, 1758)
- Vermicularia maoriana Powell, 1937
- Vermicularia pellucida (Broderip & Sowerby, 1829)
- Vermicularia radicula (Stimpson, 1851)
- Vermicularia spirata (Philippi, 1836)
- Vermicularia tenuis (Rousseau in Chenu, 1843)
- Vermicularia tortuosa (Lightfoot, 1786)[2]

Na costa brasileira são encontradas as espécies Vermicularia fargoi e Vermicularia spirata.